# 大気浄化法
大気浄化法（たいきじょうかほう、英語: Clean Air Act of 1963）は、アメリカ合衆国で1963年12月に制定された大気汚染防止のための法律。日本語訳においては、大気清浄法（たいきせいじょうほう）と訳される場合もある。
酸性雨対策やオゾン層の保護が目的であり、自動車の排出ガスの削減や、二酸化硫黄排出量の削減、フロン、四塩化炭素の全廃が主な内容となっている。1970年、1977年及び1990年に大幅な改正がなされている。

## マスキー法（Muskie Act）
1970年に改正されたこの大気浄化法はアメリカ合衆国上院議員、エドマンド・マスキーの提案でマスキー法という通称が付けられた。特に自動車排出ガス規制でこの用語は頻出。
1971年7月2日、アメリカ環境保護局（EPA）が官報に下記2項目の自動車の期限以降の販売条件を告示。
- 1975年以降に製造する自動車の排気ガス中の一酸化炭素（CO）、未燃焼炭化水素（HC）の排出量を1970 - 1971年型（モデルイヤー）の1/10以下にする
- 1976年以降に製造する自動車の排気ガス中の窒素酸化物（NOx）の排出量を1970 - 1971年型の1/10以下にする

1972年には1976年型の基準が定まった。窒素酸化物に対しては0.4 g/マイルと規定。レシプロエンジンでは1972年（昭和47年）に日本車メーカーの本田技研工業（ホンダ）がCVCCを開発して世界初の適合。翌1973年（昭和48年）には東洋工業（現・マツダ）のロータリーエンジンもサーマルリアクターの改良により適合しているが、“ビッグスリー”側（ゼネラルモーターズ、フォードモーター、クライスラー）からの反発も激しく、1973年4月にマスキー法は1年間の実施延期。1974年6月には1970年改正法修正法が成立し、マスキー法の正規規制値は実質廃案とされた上に、修正規制値の適用も2年間の延期となった。1975年にはEPAが更に1年の実施延期を発表するなどの紆余曲折を辿った。
しかしながら、排気ガス規制自体は徐々に進み、アメリカ合衆国本土においては1995年にはマスキー法で定められた基準に達したが、スモッグチェック制度を独自に制定するカリフォルニア州を除いて、アメリカ合衆国連邦政府には日本の車検制度のような強制力を持った排出ガス検査制度がないため、新車登録を済ませてしまえば後はチューニングや違法改造をされても検挙されず、ざる法であるという意見もある。
日本では1973年（昭和48年）の昭和48年排出ガス規制制定と同時に、中央公害対策審議会での審議により、マスキー法における1976年型までの排出量目標を基準にする形で、以後の排出ガス規制の基準値を制定する事も同時決定。CO・HCの大幅強化を図った1975年（昭和50年）の昭和50年排出ガス規制、NOxの大幅強化を図った1976年（昭和51年）の昭和51年排出ガス規制を経て、1978年（昭和53年）の昭和53年排出ガス規制にてNOxベースで昭和48年4月以前使用過程車比8 %まで縮減、マスキー法の目標値を完全達成する事となった。
その後も対象型式全てに対して1 - 3年置きに排出ガス検査を義務付け、クリアできない使用過程車は公道走行を許されない車検制度も相まって、昭和53年規制は2000年（平成12年）に更に基準値が強化された平成12年排出ガス規制が成立するまで、当時は世界一厳しい自動車の排出ガス規制法であった。

## 法例
1998年、ホンダは排ガス制御システムを無効にした車両を販売し、大気浄化法違反で2億6,700万ドルの支払で和解したとアメリカ司法省、環境保護局、カリフォルニア環境当局が発表した。和解金の額は同法における史上最高を記録した。内1,260万ドルという当時の民事における史上最大の罰金の額も含まれる。
2012年、大韓民国の現代自動車と傘下の起亜自動車がアメリカ国内で販売したヒュンダイ・サンタフェなどで燃費の偽装（過大）表示を行っていたと発覚（詳細は、燃費水増し問題と北米での集団訴訟の項を参照のこと）。2014年11月3日、アメリカ司法省と環境保護局は両自動車会社が大気浄化法違反で韓国で過去最高額となる1億ドルを支払う事で和解したと発表した。